# Dörgön núr
Dörgön núr, nazývané také Dorgon núr, Duro núr nebo Durge núr (mongolsky Дөргөн Нуур) je jezero v Kotlině Velkých jezer na západě Mongolska. Nachází se ve stepní krajině na hranici tří ajmagů (Chovdský, Zavchanský, Gobialtajský). Má rozlohu asi 300 km², délku 24 km a šířku 18 km. Leží v nadmořské výšce asi 1 100 m.

## Pobřeží
Na pobřeží jsou písečné přesypy a slaniska.

## Vodní režim
Voda do jezera přitéká průtokem z jezera Char núr. Jezero je bezodtoké.

## Vlastnosti vody
Voda dosahuje slanosti 4 g/l.